# Яблониця (Підкарпатське воєводство)
Яблониця (пол. Jabłonica) — село в Польщі, у гміні Сколишин Ясельського повіту Підкарпатського воєводства.
Населення — 748 осіб (2011).
У 1975-1998 роках село належало до Кросненського воєводства.

## Демографія
Демографічна структура станом на 31 березня 2011 року:
|          | Загалом | Допрацездатний вік | Працездатний вік | Постпрацездатний вік |
| -------- | ------- | ------------------ | ---------------- | -------------------- |
| Чоловіки | 374     | 94                 | 255              | 25                   |
| Жінки    | 374     | 88                 | 219              | 67                   |
| Разом    | 748     | 182                | 474              | 92                   |